# Чкуасели, Автандил Ноевич
Автанди́л Но́евич Чкуасе́ли (груз. ავთანდილ ნოეს ძე ჭკუასელი, 31 декабря 1931, Тбилиси, Грузинская ССР, ЗСФСР, СССР — 12 сентября 1994, Тбилиси, Грузия) — советский футболист. Амплуа — нападающий. Мастер спорта СССР (1951, лишен в 1955), Заслуженный тренер Грузинской ССР (1976).

## Биография
Воспитанник 35-й футбольной школы Минпроса (Тбилиси) — с 1946.
Выступал за команду «Динамо» (Тбилиси) (1949—1959). 2-й призёр чемпионатов СССР 1951 и 1953. В высшей лиге — 84 матча, 29 мячей.
2-й призёр Спартакиады народов СССР 1956.
За сборную СССР сыграл 1 матч. Участник Олимпийских игр 1952 года, выступил 22 июля в матче с Югославией. Также провёл за сборную СССР 1 неофициальный матч.
Быстрый и резкий форвард, обладал сильным ударом.
В 1955 году за «систематическое нарушение режима, нежелание работать над повышением своего спортивного мастерства» был отчислен из «Динамо» (Тбилиси). По представлению Грузинского республиканского комитета и Грузинского совета «Динамо» Комитетом по физической культуре и спорту при Совете Министров СССР лишен звания мастера спорта СССР и дисквалифицирован на три года. Тем не менее уже в 1956 году снова играл за «Динамо» (Тбилиси).
По окончании карьеры — на административной и научной работе. Зам.начальника (1974, с октября — 1976, по март) и начальник Управления футбола Спорткомитета Грузинской ССР (1976, с апреля — 1984, по февраль; 1987, с ноября — 1988, по август).
Завкафедрой футбола Грузинского ГИФКа, доцент — 1984—1994 (с перерывом).